# The Yellow Album
The Yellow Album è un album pubblicato nel 1998 e contenente alcuni brani inediti ispirati ai personaggi della serie animata statunitense I Simpson. Benché pubblicato nel 1998, i brani presenti nell'album erano stati registrati fra il 1992 ed il 1994 in seguito al successo dell'album The Simpsons Sing the Blues. Il titolo dell'album è un riferimento all'album White Album dei Beatles, mentre la copertina del disco è una parodia dell'album dei Beatles Sgt. Pepper's Lonely Hearts Club Band.

## Tracce
1. Love?
2. Sisters Are Doin' It for Themselves (originariamente degli Eurythmics)
3. Funny How Time Slips Away
4. Twenty-Four Hours a Day
5. Ten Commandments of Bart
6. I Just Can't Help Myself
7. She's Comin' Out Swingin'
8. Anyone Else
9. Every Summer With You
10. Hail to Thee, Kamp Krusty